# Friaren
Friaren (también llamada Friarfossen, Geitfossen o Skageflåfossen) es la 59.ª cascada más alta de Noruega. Está situada en el fiordo de Geiranger, en el municipio de Stranda en la provincia de Sogn og Fjordane. La cascada solo muestra apenas la mitad de su recorrido de forma clara.

## Nombre
La cascada está situada en frente de la cascada de las Siete Hermanas, al otro lado del fiordo de Geiranger. Según la leyenda de las siete hermanas, las distintas corrientes de la cascada de las Siete Hermanas bailan alegremente mientras descienden. Mientras tanto, al otro lado del fiordo, El Pretendiente, el nombre de la cascada en la leyenda (en noruego: De Syv Søstrene o Dei Sju Systrene), coquetea alegremente con ellas a lo lejos.